# Caminando
 (novembre 2022).
 (novembre 2022).
Caminando (parfois nommé Caminando. En marche!) est une revue québécoise semestrielle fondée en 1980 et éditée par le Comité pour les droits humains en Amérique Latine (CDHAL). La revue diffuse des informations alternatives sur les droits humains et propose des réflexions sur les enjeux politiques et sociaux en Amérique latine. Elle s'intéresse également aux luttes pour l'autodétermination de communautés latino-américaines, québécoises et canadiennes.

## Histoire
La revue Caminando est créée en 1980 par le Comité pour les droits humains en Amérique Latine (CDHAL), qui assure toujours son édition aujourd'hui.   
Caminando publie des textes de réflexion et critiques sur les enjeux sociopolitiques des communautés latino-américaines ainsi que sur les luttes pour la défense des droits et l'autodétermination des latino-américains, québécois et canadiens. Elle publie également des textes de création et des illustrations qui portent sur les thématiques des numéros.  
Caminando est membre de la Société de développement des périodiques culturels québécois (SODEP) depuis 2020.
Depuis 2021, les numéros sont disponibles sur la plateforme Érudit. Les numéros antérieurs, de 1 à 29, se trouvent sur le site 40 ans de solidarité du CDHAL.   
Cette plus grande institutionnalisation vient également avec une plus grande reconnaissance par les médias établis comme Le Devoir, qui publie une version abrégée d'un de leurs articles dans sa section « Des idées en revues ».   

### Ligne éditoriale
La revue porte un regard critique sur plusieurs enjeux de la vie politique en Amérique Latine. Elle est ouvertement anticapitaliste, écologiste, anticolonialiste et féministe, et donne la voix à des points de vue militants.

« Caminando revêt un caractère unique en matière d’éducation et d’engagement du public aux inégalités socioéconomiques et écologiques dans les Amériques. Elle permet de dénoncer les dynamiques de répression et de criminalisation des défenseur.e.s des droits, l’impunité des violations des droits humains, le déplacement forcé et la violation des droits territoriaux, la violence contre les femmes, qui accompagnent l’expansion du néolibéralisme dans les Amériques »

À partir de sources indépendante, la revue Caminando offre des articles de réflexion qui traitent en particuliers des droits humains. Elle s'intéresse également aux luttes d'autodétermination autant des communautés latino-américaines que canadiennes, notamment dans l'objectif d'établir des points communs. 
Dans les quatre premières années, jusqu'en 1984, chaque numéro est consacré à un pays latino-américain différent. Dans les années suivantes, cette habitude de consacrer un numéro à un seul pays se continue à l'occasion. Puis, les dossiers abordent différentes luttes et soulignent des événements et des commémorations, avec une dimension religieuse marquée, notamment à la théologie de la libération et au travail des religieux. Une grande place est réservée à la mémoire d'Oscar Romero.

## Comité de rédaction et contributeurs
Depuis 2021, la direction de la revue est assurée par Roselyne Gagnon, qui, auparavant, occupait le poste de rédactrice en chef.   
Dans le passé, Giulietta Di Mambro s'est occupée de la coordination et Marie-Eve Marleau de la direction.  

### Contributeurs et contributrices
Plusieurs chercheurs et artistes collaborent à Caminando dont l'anthropologue et poète Joëlle Gauvin-Racine, qui participe depuis plusieurs années à la revue. En 2017, Marc-André Anzueto, professeur en développement international au Département des sciences sociales de l'Université du Québec en Outaouais signe le texte « Déghettoïser une culture : le rôle des radios dans l’histoire du hip-hop québécois » dans le numéro 32 de la revue.   